# Asesinato de Anne Noblett
El asesinato de Anne Noblett es un caso de asesinato británico sin resolver. El lunes 30 de diciembre de 1957, Anne Noblett, de 17 años, desapareció mientras regresaba a su casa en Marshalls Heath, Hertfordshire. Un mes después, el 31 de enero de 1958, su cuerpo completamente vestido fue encontrado en un bosque cerca de Whitwell. El cadáver mostraba signos de haber sido refrigerado y la prensa denominó al caso "Asesinato del congelador". Se entrevistó a dos mil personas y fueron investigadas cámaras de refrigeración en unas 30 millas (48,3 km) a la redonda, pero hasta la fecha no se ha detenido a nadie por el crimen. 

## Desaparición
El lunes 30 de diciembre de 1957, Anne Noblett, estudiante del Watford Technical College, había asistido con amigas a una clase del baile que entonces hacía furor entre los jóvenes, el rock and roll, en la sala de baile Lourdes Hall en Harpenden, Hertfordshire. Después del baile se despidió de sus amigas y tomó el autobús 391 de la Línea Verde para regresar a su casa en Marshalls Heath, cerca de Wheathampstead, donde vivía con sus padres (Hugh e Ira) y sus hermanos. La última persona que vio a Noblett fue Shirley Edwards alrededor de las seis de la tarde, cuando se bajó del autobús delante del pub Cherry Trees al final de Marshalls Heath Lane, cerca de casa, mientras Edwards pasaba en su scooter.
Un residente local informó después que las luces traseras de un automóvil eran visibles más arriba en el carril en el momento aproximado de su desaparición. 
Sus padres denunciaron la desaparición de su hija y la policía realizó una búsqueda con perros en la zona pero sin resultados. El padre de Noblett regentaba una próspera tienda de venta de cascos de motocicleta. Su hija era una muchacha tranquila y tímida, sin preocupaciones y aun no había tenido novio. 

## Descubrimiento del cuerpo
El cuerpo de Noblett fue encontrado el 31 de enero de 1958 por dos hermanos, Hugh y Brian Symonds, que paseaban a su perro en Rose Grove Woods (conocido localmente como Young's Wood) cerca de Horn Hill, Whitwell; un camino de tierra que los locales solían usar de atajo, aproximadamente a siete millas de donde fue vista por última vez.  La policía acudió al lugar, entre matorrales a 300 metros de la carretera principal, y halló el cuerpo tendido de Noblett completamente vestido y con sus gafas puestas; su bolso fue encontrado cerca. Se determinó que había sido estrangulada y muy probablemente sufrió una violación. Inusualmente, el cuerpo estaba profundamente congelado.

## Investigación
El crimen fue investigado por el detective superintendente jefe Robert Elwell del CID de Hertfordshire, quien contó con la asistencia del detective superintendente Richard Lewis del escuadrón de homicidios de New Scotland Yard. Se determinó que probablemente Anne había sido recogida entre la parada de autobús y su casa, posiblemente por alguien que conocía, a no ser que fuera llevada a la fuerza. La congelación del cuerpo de Noblett no pudo haber sido un hecho natural ya que, aunque era invierno, la temperatura en el período entre su desaparición y su descubrimiento había sido bastante suave. Los oficiales consideraron que el cuerpo de Noblett había sido mantenido refrigerado y la prensa denominó el crimen como el "asesinato del congelador".
Aunque el cuerpo de Noblett fue encontrado completamente vestido, se descubrió que la habían desnudado y vuelto a vestir. Los botones de su ropa interior estaban mal abrochados.
Durante la autopsia se determinó que Noblett había muerto poco después de ser secuestrada, ya que la comida que había comido ese día no había sido digerida. El Dr. Francis Camps, el patólogo del Ministerio del Interior que llevó a cabo la autopsia, determinó que el cuerpo de Noblett probablemente había sido colocado y mantenido en una cámara frigorífica antes de ser transportado al bosque donde fue encontrado.
La policía decidió que Noblett había sido asesinada poco después de ser secuestrada y que luego su cuerpo había sido colocado en una unidad de refrigeración. Después, el asesino transportó el cuerpo congelado y lo llevó (no había signos de arrastre) desde un vehículo hasta el bosque donde luego fue encontrado. Determinaron que el asesino habría sido fuerte, o tener un cómplice, para haber llevado el cuerpo congelado de 70 kg hasta donde fue colocado, y también que la diferencia en el crecimiento de las hierbas debajo y al lado del cuerpo sugería que permaneció allí unos quince días antes de ser descubierto. El lugar había sido visitado por los equipos de búsqueda los primeros días, indicando que fue llevado posteriormente y lo intrincado de la zona sugería que el asesino era un local que conocía el terreno.
Una búsqueda policial exhaustiva de todas las unidades de refrigeración en granjas y negocios, y de las furgonetas y camiones de reparto refrigerados dentro de un radio de 30 millas de la escena del crimen no arrojó nada. También se registraron tierras de cultivo, dependencias y fábricas locales. En los años 1950, en el campo inglés y del resto de Europa, aun eran pocos los hogares que contaban con nevera o frigorífico, y tampoco eran comunes aun los automóviles particulares.
El móvil del asesinato parecía ser de carácter sexual.

## Revisiones
Se han realizado varias revisiones del caso durante las décadas posteriores al asesinato; la última en febrero de 2017. La policía admitió entonces que es probable que el asesino hubiera muerto en los años transcurridos. La posibilidad de descubrir la identidad del agresor es baja debido a la falta de evidencia de ADN en el caso, ya que no queda evidencia física.